# Трансилвейния (округ)
Округ Трансилвейния (англ. Transylvania County) располагается в штате Северная Каролина, США. Официально образован в 1861 году. По состоянию на 2010 год, численность населения составляла 33 090 человек.

## География
По данным Бюро переписи США, общая площадь округа равняется 986,791 км2, из которых 981,611 км2 суша и 5,180 км2 или 0,570 % это водоёмы.

## Население
По данным переписи населения 2000 года в округе проживает 29 334 жителей в составе 12 320 домашних хозяйств и 8 660 семей. Плотность населения составляет 30,00 человек на км2. На территории округа насчитывается 15 553 жилых строений, при плотности застройки около 16,00-ти строений на км2. Расовый состав населения: белые — 93,67 %, афроамериканцы — 4,21 %, коренные американцы (индейцы) — 0,28 %, азиаты — 0,38 %, гавайцы — 0,02 %, представители других рас — 0,31 %, представители двух или более рас — 1,12 %. Испаноязычные составляли 1,02 % населения независимо от расы.
В составе 25,10 % из общего числа домашних хозяйств проживают дети в возрасте до 18 лет, 58,60 % домашних хозяйств представляют собой супружеские пары проживающие вместе, 8,70 % домашних хозяйств представляют собой одиноких женщин без супруга, 29,70 % домашних хозяйств не имеют отношения к семьям, 26,10 % домашних хозяйств состоят из одного человека, 12,40 % домашних хозяйств состоят из престарелых (65 лет и старше), проживающих в одиночестве. Средний размер домашнего хозяйства составляет 2,30 человека, и средний размер семьи 2,74 человека.
Возрастной состав округа: 20,40 % моложе 18 лет, 8,20 % от 18 до 24, 23,10 % от 25 до 44, 26,90 % от 45 до 64 и 26,90 % от 65 и старше. Средний возраст жителя округа 44 лет. На каждые 100 женщин приходится 92,70 мужчин. На каждые 100 женщин старше 18 лет приходится 89,50 мужчин.
Средний доход на домохозяйство в округе составлял 38 587 USD, на семью — 45 579 USD. Среднестатистический заработок мужчины был 31 743 USD против 21 191 USD для женщины. Доход на душу населения составлял 20 767 USD. Около 6,60 % семей и 9,50 % общего населения находились ниже черты бедности, в том числе — 11,80 % молодежи (тех, кому ещё не исполнилось 18 лет) и 7,00 % тех, кому было уже больше 65 лет.